# Corc del suro
El corc del suro (Coraebus undatus) és una espècie de coleòpter de la família dels buprèstids molt estès a les suredes de Catalunya i de tota la península Ibèrica. Prefereix alzines sureres debilitades per falta de sòl, per la sequera o perquè creixen en pendents forts.

## Morfologia i cicle biològic

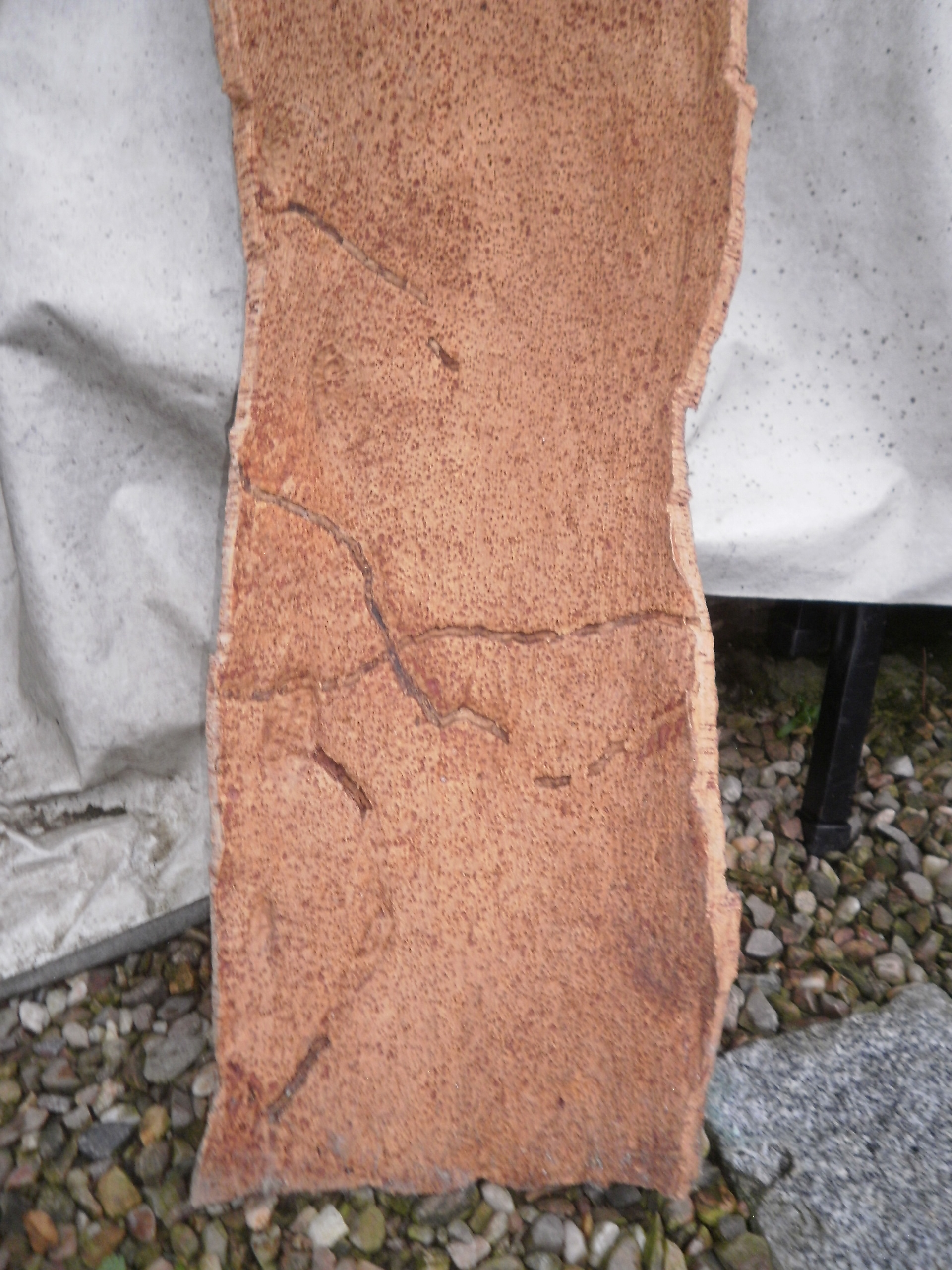
Panna de suro infestada

El coleòpters adults tenen una longitud de 13 a 16 mm i una amplada de 4 mm. Són de color blau fosc amb reflexos bronzejats metàl·lics, tenen les antenes amb onze artells i els èlitres denticulats al final. Surten de l'arbre fent petits forats que són visibles des de finals de maig fins a finals d'agost, amb una màxima emergència de juny a juliol. Després de copular, les femelles fan la posta. Les larves travessen el suro fins a la capa generatriu, on comencen obrir una galeria. Les galeries, que tenen un recorregut en ziga-zaga, es fan més amples a mesura que la larva creix i al final tenen un diàmetre de tres a quatre mil·límetres i una llargada de fins a 1,6 metres. Les larves viuen dos anys i un cop completen el desenvolupament tenen una longitud de 3 a 3,5 cm.

## Danys i tractament
Com que viuen dos anys a la capa de creixement del suro, els corcs poden provocar danys importants durant els dotze a catorze anys que passen entre dues extraccions de pannes. Es troben arbres plens de galeries, el suro dels quals no es pot aprofitar per produir taps. Els arbres infestats es poden identificar fàcilment per les taques negres típiques.
El 1926, Ascenci Codina, de la Institució Catalana d'Història Natural, va proposar com a remei cobrir les alzines amb una pasta espessa de fang o argila, en acabar de pelar-les, per evitar que es puguin pondre els ous i ofegar els imagos que vulguin sortir des de dintre. «El remei no pot ésser més econòmic», conclou.
Modernament s'han desenvolupat trampes. Per poder estudiar el comportament i desenvolupar les feromones que atreuen els coleòpters adults cal capturar adults verges vius, cosa que no és gaire fàcil a la natura. Del 2007 al 2010, el Consell Superior d'Investigacions Científiques va desenvolupar mètodes nous per capturar-los. Es va idear una trampa triangular de color púrpura amb un difusor d'atraients molt eficaç per capturar les femelles. Com que el color púrpura és tan important com els atraients, s'ha de vetllar per mantenir la trampa neta i ben visible, i evitar que s'embrosti. El 2012 van començar les proves a gran escala. Els resultats són encoratjadors, però l'operació és onerosa. La trampa només ha costat uns tres euros, però, amb la instal·lació i el manteniment, el cost total s'estima en uns cinquanta euros per trampa el 2013, i en zones infestades calen entre quatre i sis trampes per hectàrea.